# 關愛之家再興社區案
關愛之家再興社區案，係發生於2005年到2007年間的案件。由於本案涉及愛滋感染者的安養人權與居住權，而再興社區對關愛之家的拒斥喚醒社會對愛滋病患人權的關注，一審對關愛之家的不利判決更引起學界與弱勢團體的批判。在社運團體以及學界的壓力下，立法院修改《人類免疫缺乏病毒傳染防治及感染者權益保障條例》明文保障愛滋感染者的居住人權，並使關愛之家在二審勝訴。關愛之家再興社區案從而成為台灣愛滋人權議題的重要判決。

## 緣起
台灣自1980年代開始出現本土愛滋病病例，且感染人數於其後的十餘年間迅速攀升。上述現象與愛滋病無藥可根治的特點，造成群眾對愛滋病產生恐慌。其後雞尾酒療法的問世雖有效延長了愛滋病人的壽命，但愛滋病感染者的照護也逐漸成為另一個重要議題。楊婕因好友田啟元感染人類免疫缺乏病毒，開始接觸愛滋病友的照護議題，自己也投身照護愛滋感染者。為緩解感染者面對社會壓力反映出的逃避與惶恐，楊捷成立「關愛之家」，目標是提供感染者一個具安全感的避風港，在照護歷程中體現人道精神，幫助他們拾回尊嚴，最終目標是希望能使感染者返回社會與常人不受歧視地一起生活。

## 案由經過
前司法院副院長汪道淵兒子汪其桐將自己位於北市再興社區的房屋，出租給收容愛滋病患和愛滋寶寶的「台灣關愛之家協會」，租期5年，從2005年6月17日至2010年6月16日止。關愛之家成員於2005年6月17日遷入再興社區，再興社區自治管理委員會旋於同年7月17日、8月31日通知召開區分所有權人會議針對關愛之家修改規約，並指稱關愛之家遷入違反新修正規約第17條第2項第4款:「住戶不得將社區建物提供收容或安置法定傳染病患及精神病患」，以及第18條第5款：「區分所有權人資格有異動時，取得資格者應以書面提出登記資料。凡本社區住戶，遷出或遷入前應依政府之規定申報戶籍或臨時戶口，並知會管理委員會。」，據此不發給關愛之家2006年度汽車通行證，同時禁止關愛之家之訪客汽車進入社區。社區自治管理委員會另外指出關愛之家尚存在其他違反規約的情事，如遷入後未繳管理費。總結上述理由後，社區自治管理委員會提起民事訴訟，請求關愛之家搬離。
關愛之家抗辯自己身為社區居民之一，開會時卻沒有收到通知，因此上述新修正規約的內容不應該拘束關愛之家。且根據《公寓大廈管理條例》第四條規定區分所有權人如再興社區住戶汪其桐，對其專有部分除非法律另有限制，其得自由使用、收益、處分，並排除他人干涉。換言之，再興社區限制社區內住戶安置愛滋病患的行為，妨礙了住戶對專有部分的自由使用，並不合法。

## 判決過程與論理

### 一審判決：再興社區（原告）勝訴
針對關愛之家指控區分所有權人會議修改規約因未合法通知不得拘束關愛之家的說法，法院認為既然有會議紀錄證明會議存在，關愛之家即使想否認決議的效力，也應該依照《民法》56條向法院聲請撤銷。但判決時已超過開會日後三個月的撤銷法定期限，關愛之家已經不得聲請撤銷，決議合法而有效。且上述決議修改規約的內容並未違反《公寓大廈管理條例》第四條，因為其僅針對關愛之家而生，並非針對住戶，自然沒有干涉區分所有權人對專有部分的一般使用。
至於規約內容是否違反公序良俗的部分，法院認為本規約並非限制愛滋感染病患居住於社區，僅係規定住戶不得收容傳染病患，並無違反公序良俗。法院在判決後段一方面肯定了各國關於愛滋病之防治均鼓勵愛滋病患以社區化方式生活，但又認為社區化的生活方式不等同於關愛之家這樣的集中安置模式，並強調關愛之家協會收容人數比例佔台北愛滋病感染者的百分之一點六八，是一個不低的比例。一審判決的後段立論法院從居民的居住品質權切入，法院從再興社區屬純住宅區的特色開展推論，因再興社區住戶密集，傳染病患與住戶間之接觸機會即因此容易增加。而大量傳染病患集中治療的廢棄物處理也是一個難題，上述兩點均對再興社區居民之衛生健康及心理造成嚴重威脅，從保障再興社區居民免於恐懼的居住品質立場思考，法院認定再興社區規約並無牴觸公序良俗。

### 二審判決（終審判決）：關愛之家（被告）勝訴
再興社區修改規約決議是否合法存在的部分，二審法院與一審法院看法仍然相同。但在決議修改的規約內容有無違反公序良俗部分，因《人類免疫缺乏病毒傳染防治及感染者權益保障條例》於2007年7月11日公布施行，該條例第4條第1項有：「感染者之人格與合法權益應受尊重及保障，不得予以歧視，拒絕其就學、就醫、就業、安養、居住或予其他不公平之待遇」之規定，法院認定立法理由強調愛滋感染者的安養權。加上愛滋病並不會因輕吻、蚊蟲叮咬及日常生活中如牽手、擁抱、共餐、共用馬桶、游泳、上課等行為傳染。而現有醫藥科技的進步如雞尾酒療法問世後，已能有效延長愛滋病患的生命，使用藥物後國內愛滋病毒感染者五年存活率達89%，平均餘命（life expectancy）為21.5年，因而推論出人類應與感染者共處，而非一再排斥或驅離。是故，上述規定顯然違反公序良俗，自然屬於無效的規約，再興社區不得以規約內容要求關愛之家搬遷。

## 各界反應

### 民間團體
關愛之家一審敗訴的消息引起國外人權團體、國內社運團體與學界的聲援。海外人權團體如「新加坡愛之病行動小組」（Action for AIDS Singapore）、amfAR、ICW和GNP＋等團體均紛紛來信表達對關愛之家的支持，並對愛滋感染者的安養處境表達關切。國內由愛滋感染者權益協會發起，共35個團體支持關愛之家的連署，嚴正要求政府將感染者的中途之家制度化。學者涂醒哲、簡資修等亦分別表達對本判決的不滿。涂醒哲表示：民眾擔心社區附近有愛滋收容場所的想法可以理解，但事實上，愛滋病毒不會透過飛沫、口水傳染，且收容中心的分泌物處理都由衛生單位專業負責，原則上沒有感染住戶的可能，感染機會可說是等於零。”簡資修則認為本案充分展現出民眾對愛滋病毒此一社會風險存在巨大誤解。

### 公部門
上述的民意輿論壓力終於促使立法院制定《人類免疫缺乏病毒傳染防治及感染者權益保障條例》，並於其第4條第1項規定：「感染者之人格與合法權益應受尊重及保障，不得予以歧視，拒絕其就學、就醫、就業、安養、居住或予其他不公平之待遇。」以改善感染者的安養人權。而時任台北市長的馬英九亦曾到訪關愛之家，雖承諾無意趕走關愛之家，但其對社區居民表達了希望關愛之家只出不進的理念，讓關愛之家感到遺憾。

### 再興社區居民
再興社區居民則有贊同一審判決者，如有住戶表示：病患們男女老少混雜住在一起，甚至有男的愛滋病患在晚上騷擾女病患等等行為，已造成社區困擾，並對二審判決不無微詞，如社區管理委員會發言人陳愛潞主張感染者進進出出社區沒人管，政府應該負起責任規範一下？憑什麼要其他的人過這種無奈的日子。但亦並非所有社區居民均反對關愛之家，如關愛之家創辦人楊捷曾經提及社區中不乏長期捐錢支持他們的人。，足見再興社區住戶的想法也存在一定的分歧。

### 關愛之家
關愛之家創辦人則為終審判決的勝訴而感到雀躍，並認為以此一判決作為後盾，關愛之家在台灣其他地方的收容中心也不必擔心會被驅離，是司法史上重要的一大判決。